# أمبارو دافيلا
أمبارو دافيلا  (بالإسبانية: Amparo Dávila)‏ (1928 - 2020)، هي كاتِبة وشاعرة مكسيكية من مشاهير الادب في أمريكا الاتينية.
ولدت يوم 21 فبراير 1928 في بلدة بينوس بولاية زاكاتيكاس كانت الناجية الوحيدة بين أشقائها لأن شقيقها الأكبر مات عند الولادة، وتوفي التالي بسبب التهاب السحايا، وتوفي الأخير في مرحلة الطفولة. أحبت تعلم المطالعة/القراءة في سن مبكرة بقضاء الوقت في مكتبة والدها. في سن السابعة انتقلت إلى ولاية سان لويس بوتوسي لدراسة الإبتدائي والثانوي. اتسمت طفولتها بالخوف، وهو موضوع يظهر في عدد من أعمالها المستقبلية كمؤلفة. كان أول أعمالها المنشورة في عام 1950، ثم انتقلت إلى العاصنة مكسيكو سيتي. كانت متزوجة من الرسام والنحات والرسام المكسيكي بيدرو كورونيل.
توفيت يوم 18 أبريل 2020 بمدينة مكسيكو عن عمر 92 عام.

## من مؤلفاتها
- قصص أشجار متحجرة >(ترجمة محمد إبراهيم مبروك - 2010 by الهيئة المصرية العامة للكتاب)>
- ا